# Плоское (Беленинское сельское поселение)
Пло́ское — деревня в Смоленской области России, в Сафоновском районе. Население — 3 жителя (2007 год) . Расположена в центральной части области в 5 км к северу от города Сафонова, в 6 км севернее автодороги М1 «Беларусь», на берегу реки Большая Вержа. В 3,5 км севернее деревни железнодорожная станция о.п. 14-й км на линии Дурово — Владимирский Тупик. Входит в состав Беленинского сельского поселения.

## История
В годы Великой Отечественной войны деревня была оккупирована гитлеровскими войсками в сентябре 1941 года, освобождена в 1943 году..

## Экономика
Фермерское хозяйство «Горное» .